# 파리 제8대학교

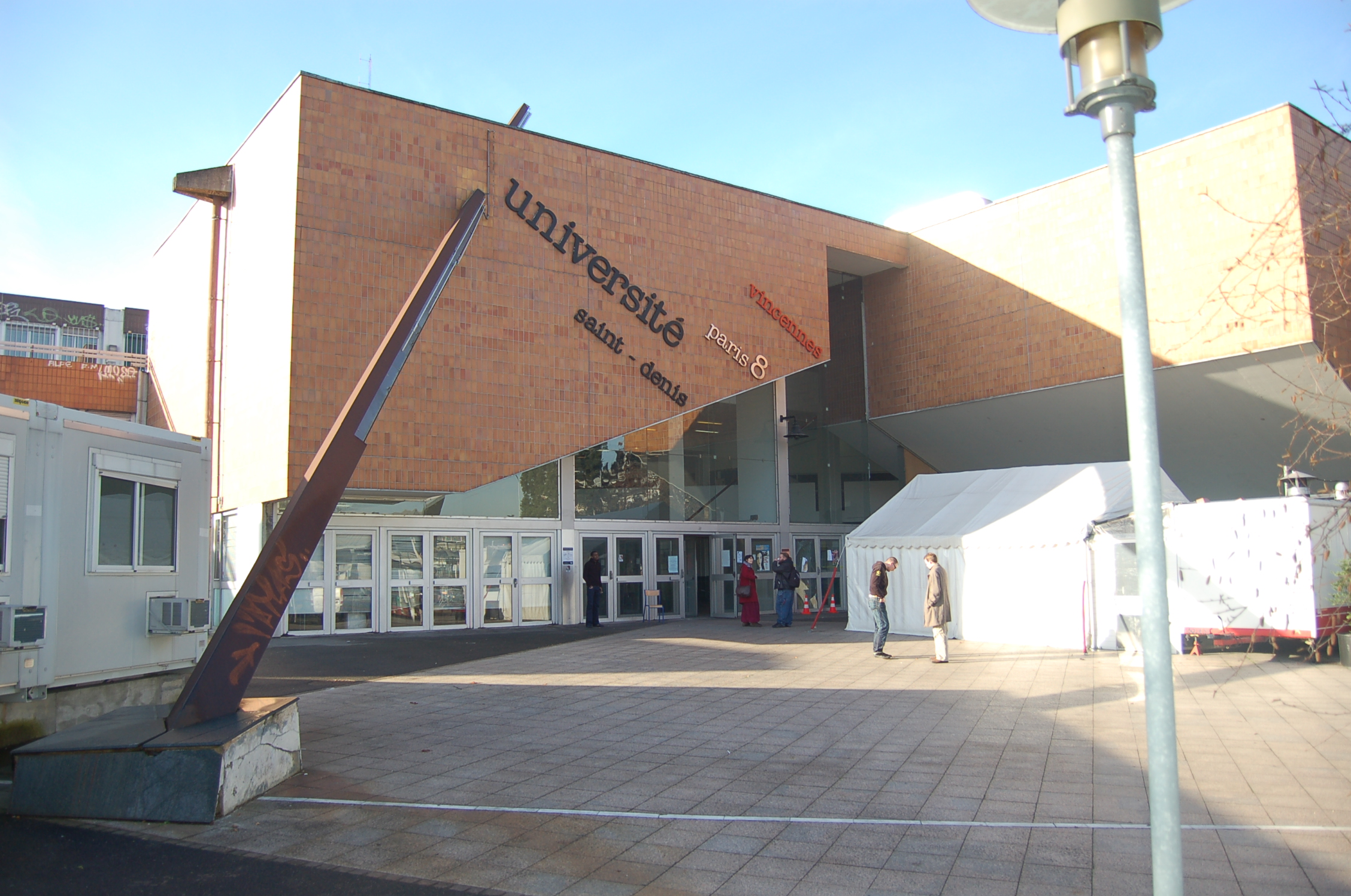

파리 제8대학 또는 뱅센-생드니 대학(프랑스어: Université Paris-VIII/Université de Vincennes à Saint-Denis)은 프랑스 파리/일 드 프랑스 소재의 국립대학이다.
1971년, "프랑스 5월 혁명"의 계승을 위한 장소로서, 실험대학으로 설립되었으며,
미셸 푸코, 질 들뢰즈, 앨렌 식수 등이 설립에 관여하는 등, 당시 "프랑스론 (French Theory)"을 대표하던 대부분의 좌파 지성인들이 이곳에서 활동했던 것으로 알려져있다.
프랑스의 68운동중 학생운동의 영향으로, 소르본과 같은 라틴지구의 보수적 파리대학들에 대한 반대급부로 탄생한 만큼, 처음엔 학위를 증여하지 않는 열린대학으로 기능하며 대학자격시험을 치르지 않은 노동자들의 입학도 허용하는 등 여러가지 사회적 실험을 하다가 1980년, 뱅센에서 생드니로 학교를 이전하면서, 학위를 수여하는 정식 국립대학으로 승격, 파리의 대표적 종합인문사회대학 중 한 곳이 되었다. 학교의 좌파적 전통은 오늘날까지도 학생들의 다양한 사회적 참여, 투쟁들을 통해 이어지고 있다.
대략 21 190명의 학생, 1068명의 교수-연구진, 677명의 행정직원으로 구성되어 있으며, 2014년부터 파리 제10대학교 (낭테르), 프랑스 국립과학연구센터, 국제 철학학교, 퐁피두 센터, 국립고등 루이 뤼미에르 학교, 루브르 등과 함께 파리 뤼미에르 대학 (Université Paris Lumières)에 소속되어있다. 프랑스 내에서도 국제 교류가 활발한 대학으로 유명하여, 에라스무스  프로그램(유럽 대학간 교류협약) 외에도 세계적으로 250곳에 달하는 교류대학이 있다. UC 버클리, 베이징 필름 아카데미, 보스턴대학, 베를린 자유대학, 도쿄대학, 훔볼트 대학 등이 이에 해당한다.
매년 24,000명 규모의 학생을 감당할 수 있는 이 학교는 100개가 넘는 학사, 석사, 학위 과정을 제공하고 있으며, 이들중 철학, 정치학, 영화예술, 정신분석, 여성학은 국제적으로 중요한 명성을 지니고 있다.
또한 8대학은 파리 국립대학중 유일하게 심리학에서 원격으로 학위를 취득할 수 있게 하였다.
파리에선 단 두 대학에서만 전공할 수 있는 조형예술학과 (arts plastiques)의 경우, 이론과 실기가 균형잡힌 프로그램을 갖추고 있어 인기가 많다.
라캉이 설립한 8대학의 정신분석학과는 몽펠리에의 폴 발레리 3대학과 함께, 유일하게 심리학이 아닌 정신분석으로 학위를 받을 수 있는 곳이기도 하다.
설립 관련 인물로는 미셸 푸코, 질 들뢰즈, 장 프랑수아 리오타르, 펠릭스 가타리, 프랑수아 샤틀레, 자크 라캉 등이 있으며, 알랭 바디우, 자크 랑시에르, 쥘리아 크리스테바 등이 오래 동안 이곳에서 강의했고, 동문으로는 슬라보예 지젝 등이 있다.

## 같이 보기
- 신 파리 대학교